# Trpimirovići
Trpimirovići su hrvatska vladarska dinastija iz koje su u ranom srednjem vijeku birani hrvatski knezovi, a kasnije kraljevi. Ime je dobila po rodonačelniku knezu Trpimiru koji je živio u prvoj polovici 9. stoljeća i za čije vladavine se bilježi prvo važno spominjanje hrvatskog imena (Dux Croatorum).

## Povijest
Trpimirovići su bili vladarska dinastija koja je u prvoj polovici 9. stoljeća zasjela na prijestolje Primorske Hrvatske. Patrimonijalni posjedi Trpimirovića (lat. terra regalis, territorium regale) nalazili su se na području između Trogira i Splita (danas Kaštela – Stombrate, solinsko područje i Klis odakle su vladali), te Splita i Omiša (u poljičkom primorju), a kasnije i u drugim krajevima. S tih posjeda vladari su ubirali prihode (tribatum) što su ih plaćali kmetovi.
Poslije smrti kneza Trpimira, vlast u Hrvatskoj privremeno je preuzeo Domagoj, pripadnik druge vladarske kuće (Domagojevića), da bi 878. godine vlast prešla na Trpimirovog sina Zdeslava († 879.), a oko 892. opet na njegova brata Muncimira († o. 910.).
Vladari iz dinastije isprva su vladali kao franački vazali. Sukobljavali su se s Mletačkom Republikom i Bizantom, a pretkraj 9. stoljeća ostvarili su veću samostalnost.
Kralj Tomislav je u 10. stoljeću ujedinio Panonsku i Primorsku Hrvatsku te stvorio Hrvatsko Kraljevstvo. Prema oskudnim povijesnim izvorima za njegove vladavine, Hrvatska je bila moćna država. Na vanjskopolitičkom planu, održavao je savezništvo sa Svetom Stolicom i uspješno se obranio od prodora Mađara, dok je na domaćem planu sudjelovao na crkvenim saborima održanima u Splitu 925. i 928. godine. Borba s Bizantom i Mletačkom Republikom za dalmatinske gradove nastavljena je i u 10. i 11. stoljeću.
Tomislavovi nasljednici nisu uspjeli zadržati stabilnu vlast, pa je zemlju sredinom 10. stoljeća zahvatila dinastička kriza. U borbu između braće Miroslava i Mihajla Krešimira II. umiješao se hrvatski ban Pribina, ukorist potonjeg što je rezultiralo ubojstvom kralja Miroslava 949. godine.
Politički i društveni oporavak zemlje dogodio se u vrijeme vladavine Stjepana Držislava, za kojeg splitski kroničar Toma Arhiđakon (1200. – 1268.) piše da je primio znakove kraljevske časti te da se od njegova vremena hrvatski vladari nazivaju kraljevima Dalmacije i Hrvatske.
Poslije smrti kralja Stjepana Držislava o. 997. godine, naslijedila su ga tri sina; Svetoslav Suronja, Krešimir III. i Gojslav. Dvojica mlađe braće pobunila su se protiv Svetoslava Suronje, što je izazvalo novi dinastički sukob, koji je završio Svetoslavovim zbacivanjem s prijestolja. Vlast su zajednički preuzeli Krešimir III. i Gojslav. Od Svetoslava i njegova sina Stjepana nastala je loza Svetoslavića, koji su upravljali Slavonijom, a Krešimirovi potomci činili su drugi ogranak, Krešimiroviće, koji su nastavili vladati Hrvatskim Kraljevstvom.
Dinastija je svoj vrhunac doživjela za vladavine Petra Krešimira IV. († o. 1074.), koji je konsolidirao i proširio kraljevstvo, a ugasila se 1091. smrću njegova sinovca Stjepana II., nasljednika kralja Zvonimira koji nije ostavio muškog nasljednika.

## Titule hrvatskih vladara iz roda Trpimirovića
Iako je njemački benediktinac Gottschalk († o. 868.) nazivao Trpimira "kraljem" (rex), što je bio odraz njegove samostalne vlasti, ipak se na pisanim izvorima o Trpimirovićima u 9. i početkom 10. stoljeća najčešće koristili titule dux, dominus, comes ili princeps, koje se uglavnom prevode kao "knez" ili "vojvoda". S vremenom njihova čast raste, te im Rim i Bizant priznaju naslov "kralj".
Prvi spomen vladarske titule kod Trpimirovića nalazi se na Trpimirovoj darovnici koja se datira u 852. godine, a gdje stoji Dux Chroatorum. Jedan od Trpimirovih nasljednika, Branimir (879. – 892.), naslovljen je na kamenom natpisu kao comes, dok ga papa Ivan X. u pismu naziva "princepsom", a na jednom mjestu i "comesom". Trpimirov sin Muncimir (892. – 910.) je na kamenom natpisu tituliran kao "princeps", a u dokumentu kao "dux", dok se Stjepan Držislav na jednom kamenom natpisu pojavljuje kao "dux magnus";  naposljetku je "rex", tj. "kralj". U latinskom tekstu Zavjernice kralja Zvonimira papi Grugu VII. iz 1076. god. Zvonimir sebe titulira s "dux" do časa kada od papinskog legata prima krunu, kada postaje "kralj".
Poslije Tomislava (910. – 928.), koji je u papinom pismu i zaključcima splitskog crkvenog sabora naveden kao "rex", a u kronici Tome Arhiđakona Historia Salonitana kao "dux", hrvatski vladari se sve češće pojavljuju u izvorima s titulom "rex". U istoj kronici piše da je Stjepan Držislav (969. – 997.) bio okrunjen za kralja i da su otada on i njegovi nasljednici nosili titulu rex Dalmatiae atque Croatiae.
Pape i bizantski carevi su naslov kralja priznavali samo vladarima moćnih i uglednih država, koje su k tome neovisne izuzev protokolarne obveze da priznaju višu čast Papi i Caru u Konstantinopolu. Ustaljen je počev od 8. stoljeća na Zapadu običaj da kraljevi primaju papinsko pomazanje za svoju službu: nakon što je franačko plemstvo izglasalo Pipina za kralja, na taj je način on dobio potvrdu od pape. U Poljskoj je tako, prvi kralj Boleslav I. Hrabri, koji je krunu primio 1000. godine. U Švedskoj, još ni u vrijeme kralja Erika IX. Svetog (1156. – 1160.) nema spomena da bi on primio od Pape međunarodno priznatu krunu, a Srbija će naslov kraljevine dobiti tek u doba Stefana Nemanjića u 13. stoljeću, nakon što je Srbijom vladao s naslovom "velikog župana". 

## Hrvatski vladari do kraja 11. stoljeća

### Kneževi Primorske Hrvatske
- Trpimir I. (c. 845. – 864.)
- Zdeslav (864., 876./878. – 879.)
- Domagoj (864. – 876.) – nije iz roda Trpimirovića
- Iljko ? (876. – 876./878.) – nije iz roda Trpimirovića
- Branimir (879. – c. 892.) – nije iz roda Trpimirovića
- Muncimir (c. 892. – c. 910.)
- Tomislav (c. 910. – c. 925.)

### Kraljevi Hrvatske
- Tomislav (c. 925. – c. 928.)
- Trpimir II. (c. 928. – c. 935.)
- Krešimir I. (c. 935. – c. 945.)
- Miroslav (c. 945. – 949.)
- Mihajlo Krešimir II. (949. – c. 969.)
- Stjepan Držislav (c. 969. – c. 997.)
- Svetoslav Suronja (c. 997. – c. 1000.)
- Gojslav (c. 1000. – c. 1020.)
- Krešimir III. (1000. – c. 1030.)
- Stjepan I. (c. 1030. – 1058.)
- Petar Krešimir IV. (1058. – 1074.)
- Dmitar Zvonimir (1075. – 1089.)
- Stjepan II. (1089. – 1091.)

## Vanjske poveznice
- Trpimirovići